# 단사평
단사평(段思平, 바이어: Duainb Six-pienp, 893년 ~ 944년)은 대리국의 제1대 황제(재위: 937년 ~ 944년)이다. 백족(白族) 사람으로, 그의 가문 사람들은 대대로 남조의 무장을 맡았다. 단보륭(段保隆)의 아들이다.

## 생애
단사평은 여러 번 군공을 쌓아 왔기에 대의녕의 통해절도사(通海節度使)로 승진했다.
당시 대의녕은 양간정이 대천흥을 멸망시키고 세워진 나라였는데, 양간정의 동생 양조가 단사평이 제왕의 상이 있다고 참소하자 양간정은 단사평을 죽이려고 하였다. 마침 대천흥의 황제였던 조선정의 신하 수고방(守高方)은 단사평과 친분이 있었으므로 사람을 보내 단사평에게 이를 알렸고, 단사평의 동생 단사량은 군사(軍師) 동가라(董迦羅)와 함께 단사평을 보호하였다. 이후 단사평은 동쪽 흑찬(黑爨)의 37만부(蠻部)에게서 병사를 빌려 양간정을 공격하였다.
937년, 단사평은 대의녕을 멸망시켰고, 대리국을 세웠다. 연호를 문덕(文德)으로 개원하고 수도를 대리(大理)에 두었다.
938년, 동가라를 상국으로 임명하였고, 수고방을 악후(岳侯)에 봉했다. 재위기간 동안 봉건제를 실행하였고, 8부(府)·4군(郡)·33부(部)를 설립하였으며, 사회 생산력 또한 발전하였다.
944년, 사망하자 시호를 성신문무황제(聖神文武皇帝), 줄여서 신황제(神皇帝), 묘호를 태조(太祖)로 하였다.